# Озерки (Зарайский район)
Озерки — деревня в Зарайском районе Московской области, в составе муниципального образования сельское поселение Струпненское (до 29 ноября 2006 года входила в состав Струпненского сельского округа), деревня связана автобусным сообщением с райцентром и соседними населёнными пунктами.

## Население
| 2002 | 2006 | 2010 |
| ---- | ---- | ---- |
| 8    | →8   | ↘3   |

## География
Озерки расположена в 8 км на юго-запад от Зарайска, на левом берегу запруженной реки Незнанка, высота центра деревни над уровнем моря — 133 м.

## История
Озерки впервые упоминается в Окладных книгах 1676 года. В 1858 году в деревне числилось 15 дворов и 71 житель, в 1906 году — 17 дворов и 147 жителей.
В 1930 году был образован колхоз им. Максима Горького, с 1950 года — в составе колхоза «Борьба», с 1961 года — в составе совхоза «Чулки-Соколово».